# Міжгірський медичний фаховий коледж
Міжгірський медичний фаховий коледж — заклад фахової передвищої освіти, що розташований у селищі Міжгір'я, Хустського району Закарпатської області.

## Історія
Міжгірське медичне училище було засновано у 1963 році. З метою забезпечення потреб у молодшому персоналі для лікувально-профілактичних закладів Закарпатської області, зокрема — гірської зони, тоді ж було проведено перший набір студентів за спеціальністю «Сестринська справа» (медична сестра), а від 1964 році розпочато підготовку фельдшерів.
На початку 2008 року Міжгірське медичне училище реорганізоване у Міжгірський медичний коледж.
Провадження освітньої діяльності у Міжгірському медичному коледжі здійснюється відповідно до ліцензії Міністерства освіти і науки України (серія АВ № 529903 від 13 липня 2010 року) та сертифікатів про акредитацію (Сертифікат про акредитацію освітньої програми КО003515 та Сертифікат про акредитацію освітньої програми КО003516), виданих державною акредитаційною комісією Міністерства освіти і науки України.
Міжгірський медичний коледж проводить підготовку фахівців за освітньо-професійним ступенем «фаховий молодший бакалавр» за спеціальностями:
- 223 Медсестринство (спеціалізації «Сестринська справа», «Лікувальна справа»);
- 226 Фармація, промислова фармація;
- 231 Соціальна робота.

У 2020 році рішенням «Про визначення статусу та перейменування закладів освіти сфери охорони здоров'я Закарпатської обласної ради» Міжгірський медичний коледж перейменовано на Комунальний заклад «Міжгірський медичний фаховий коледж» Закарпатської обласної ради.

## Адміністрація
У 2005—2022 роках навчальний заклад очолювала Івлєва Вікторія Володимирівна. 
Наприкінці червня 2022 року відбулися вибори директора коледжу. На посаду керівника навчального закладу претендували Могорита В. М. та Добравський В. М. Згідно з положенням про вибори, директора коледжу обирав колектив із числа педагогів (75% голосів), представники студентства (15%) та непедагогічні працівники (10%). Директором коледжу обрано Могориту Віктора Михайловича.

## Викладачі
У 1990-х роках в училищі курс психології викладав Заслужений вчитель України Ернест Іванович Шутяк.